# Yūshi Naishinnōke no Kii
Yūshi Naishinnōke no Kii (jap. 祐子内親王家紀伊 Yūshi Naishinnōke no Kii; znana także jako Ichinomiya Kii, ur. przed 1040, zm. po 1112) – japońska poetka, tworząca w okresie Heian. Zaliczana do Trzydziestu Sześciu Mistrzyń Poezji.

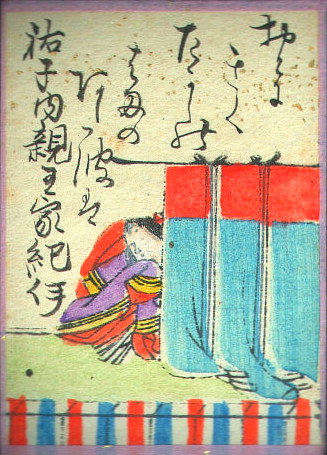
Yūshi Naishinnōke no Kii, ilustracja z Ogura Hyakunin-isshu

Dama dworu cesarzowej (chūgū) Genshi (żony cesarza Go-Suzaku), a następnie jej najstarszej córki, księżnej Yūshi. Pomiędzy 1061 i 1113 brała udział w konkursach poetyckich organizowanych na dworze cesarskim. Od księżnej Yūshi pochodzą oba jej przydomki – „Ichinomiya” (pol. „najstarsza córka”) i „Yūshi Naishinnōke no Kii” (pol. „Kii księżnej Yūshi”).
Poezja Yūshi Naishinnōke no Kii została zebrane w zbiorze Ichinomiya Kii shū. Według różnych źródeł w cesarskich antologiach poezji opublikowanych zostało dwadzieścia dziewięć lub trzydzieści jeden utworów Yūshi Naishinnōke no Kii. Jeden z jej wierszy został także wybrany do Ogura Hyakunin-isshu.